# Miroslav Bureš
Miroslav Bureš (3. února 1955 Brno – 9. června 2023 tamtéž) byl český fotbalový útočník. Jako hráč získal v sezoně 1977/78 mistrovský titul se Zbrojovkou Brno pod vedením Josefa Masopusta.
Po skončení fotbalové kariéry pracoval jako učitel.

## Fotbalová kariéra
V lize hrál za Zbrojovku Brno, dále hrál na vojně za VTJ Tachov a v nižších soutěžích za TJ Gottwaldov a TJ Drnovice. V první československé lize odehrál 60 utkání a vstřelil 5 branek.

## Ligová bilance
| Ročník             | Zápasy | Góly | Minuty | Klub           |
| ------------------ | ------ | ---- | ------ | -------------- |
| I. liga 1974/75    | 4      | 0    | 107    | Zbrojovka Brno |
| I. liga 1975/76    | 24     | 2    | 1 259  | Zbrojovka Brno |
| I. liga 1976/77    | 20     | 2    | 1 500  | Zbrojovka Brno |
| I. liga 1977/78    | 7      | 1    | 131    | Zbrojovka Brno |
| I. liga 1980/81    | 5      | 0    | 191    | Zbrojovka Brno |
| CELKEM I. ČS. LIGA | 60     | 5    | 3 188  |                |